# Manuel Olivencia Ruiz
Manuel Olivencia Ruiz (Ronda, 25 de juliol de 1929 - Sevilla, 1 de gener de 2018) fou un advocat i professor universitari espanyol.

## Biografia
Doctor en dret a la Universitat de Bolonya el 1953, fou catedràtic de dret mercantil a la Universitat de Sevilla (on fou professor de Felipe González Márquez), ambaixador extraordinari d'Espanya i delegat en la Comissió de les Nacions Unides per al dret mercantil internacional. Fou sotsecretari d'educació en el primer govern de la transició espanyola. Fou comissari general de l'Exposició Universal de Sevilla 1992 del 1984 al 1991. Va dimitir poc abans que comencés per pressions dels seus superiors.
El 1990 va rebre la Creu de Sant Jordi per la seva contribució a la col·laboració entre Sevilla i Barcelona en el marc dels esdeveniments de 1992. Posteriorment ha estat conseller del Banco Central Hispano El 2005 va ingressar a la Reial Acadèmia de Jurisprudència i Legislació. La seva filla està casada amb el polític del PP Javier Arenas. Ha rebut, entre d'altres, les grans creus de l'Orde d'Alfons X el Savi i l'Orde d'Isabel la Catòlica.

## Obres
- Concepto de Derecho Mercantil. Lecciones de Derecho Mercantil
- El Derecho Mercantil de la Codificación
- El Derecho Mercantil y Derecho de la Empresa.
- El Derecho Mercantil. Origen y Evolución Histórica.